# Strzelectwo na Letnich Igrzyskach Olimpijskich 1972
Strzelectwo na Letnich Igrzyskach Olimpijskich 1972 w Monachium rozgrywane było w dniach 27 sierpnia – 2 września. W zawodach wzięło udział 397 strzelców (w tym 4 kobiety) z 71 krajów. Kobiety ponownie rywalizowały razem z mężczyznami. Złoty medal dla Polski zdobył w konkurencji pistoletu szybkostrzelnego Józef Zapędzki. Program igrzysk poszerzył się o strzelanie z 50 m do ruchomego celu.

## Medaliści
| Konkurencja                                           | Złoto           | Wynik  | Srebro             | Wynik  | Brąz             | Wynik  |
| Pistolet szybkostrzelny, 25 m (szczegóły)             | Józef Zapędzki  | 595    | Ladislav Falta     | 594    | Wiktor Torszyn   | 593    |
| Pistolet dowolny, 50 m (szczegóły)                    | Ragnar Skanåker | 567    | Dan Iuga           | 562    | Rudolf Dollinger | 560    |
| Ruchoma tarcza, 50 m (szczegóły)                      | Jakiw Żełezniak | 569    | Helmut Bellingrodt | 565    | John Kynoch      | 562    |
| Karabin małokalibrowy leżąc, 50 m (szczegóły)         | Ri Ho-jun       | 599    | Victor Auer        | 598    | Nicolae Rotaru   | 598    |
| Karabin małokalibrowy, trzy postawy, 50 m (szczegóły) | John Writer     | 1166   | Lanny Bassham      | 1157   | Werner Lippoldt  | 1153   |
| Karabin dowolny, trzy postawy, 300 m (szczegóły)      | Lones Wigger    | 1155   | Boris Mielnik      | 1155   | Lajos Papp       | 1149   |
| Trap (szczegóły)                                      | Angelo Scalzone | 199    | Michel Carrega     | 198    | Silvano Basagni  | 195    |
| Skeet (szczegóły)                                     | Konrad Wirnhier | 195/25 | Jewgienij Pietrow  | 195/24 | Michael Buchheim | 195/23 |

## Klasyfikacja medalowa
| Lp. | Państwo           |   |   |   | Razem |
| --- | ----------------- | - | - | - | ----- |
| 1.  | Stany Zjednoczone | 2 | 2 | 0 | 4     |
| 2.  | ZSRR              | 1 | 2 | 1 | 4     |
| 3.  | Włochy            | 1 | 0 | 1 | 2     |
| 4.  | Korea Północna    | 1 | 0 | 0 | 1     |
| 4.  | Polska            | 1 | 0 | 0 | 1     |
| 4.  | RFN               | 1 | 0 | 0 | 1     |
| 4.  | Szwecja           | 1 | 0 | 0 | 1     |
| 8.  | Rumunia           | 0 | 1 | 1 | 2     |
| 9.  | Czechosłowacja    | 0 | 1 | 0 | 1     |
| 9.  | Francja           | 0 | 1 | 0 | 1     |
| 9.  | Kolumbia          | 0 | 1 | 0 | 1     |
| 12. | NRD               | 0 | 0 | 2 | 2     |
| 13. | Austria           | 0 | 0 | 1 | 1     |
| 13. | Węgry             | 0 | 0 | 1 | 1     |
| 13. | Wielka Brytania   | 0 | 0 | 1 | 1     |